# Eichsfeld

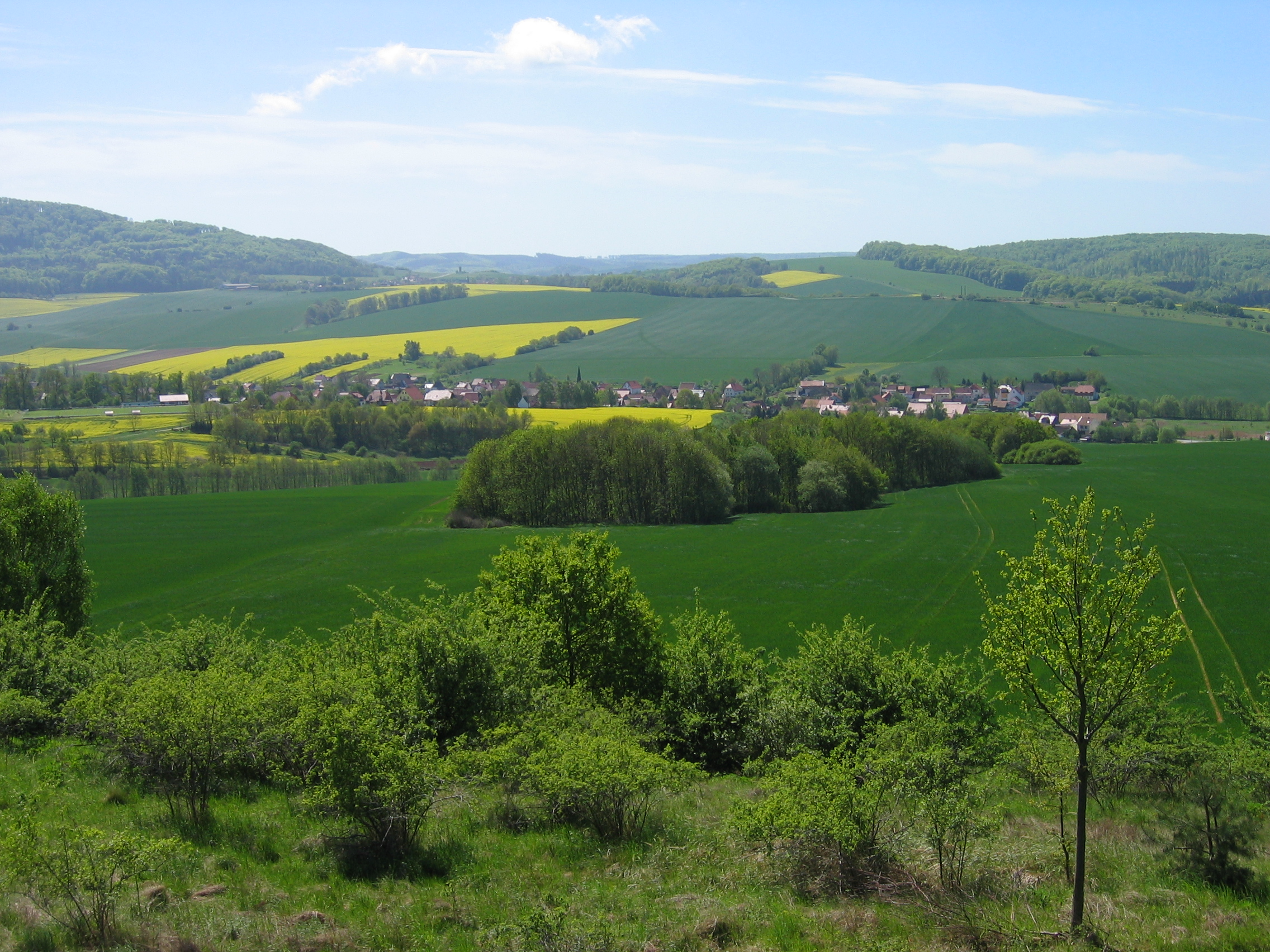
Panorama tipico della zona dell'Eichsfeld

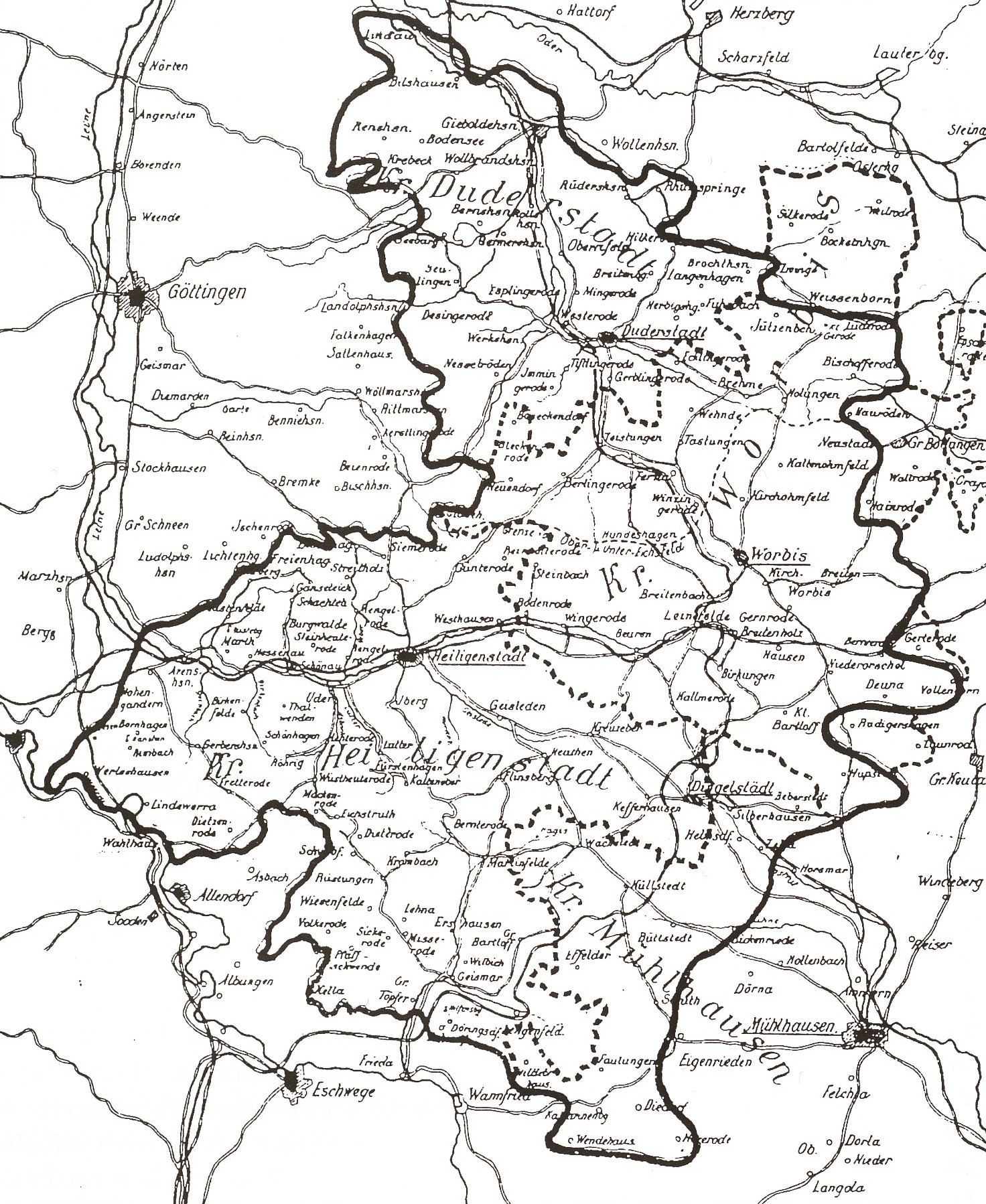
L'Eichsfeld intorno al 1900

L'Eichsfeld è una regione geografica e storica situata in Germania tra la parte sudorientale della Bassa Sassonia, quella nordoccidentale della Turingia e quella nordorientale dell'Assia tra la regione montuosa dello Harz e il fiume Werra.
I centri principali dell'Eichfeld sono le città di Dingelstädt, Duderstadt, Heiligenstadt e Leinefelde-Worbis.
Da questa regione prende il nome il circondario dell'Eichsfeld, una suddivisione amministrativa della Turingia, il circondario non comprende alcuni centri che storicamente erano parte della regione e in compenso ne comprende altri che non ne facevano parte.
Storicamente l'Eichsfeld faceva parte dei possedimenti del principe elettore di Magonza, costituendo una exclave di tale principato ecclesiastico, decisamente lontana da Magonza e dagli altri territori dello Stato; per questo motivo la regione costituisce ancora oggi un'"isola" a maggioranza cattolica, totalmente circondata da ampie zone in maggioranza protestanti.